# Danielle Egan
Danielle Egan Reyna (* 28. August 1973 in New York) ist eine ehemalige US-amerikanische Fußballspielerin. Sie spielte 1993 sechs Mal für die US-amerikanische Frauenfußballnationalmannschaft.

## Leben
Egan spielte für North Carolina Tar Heels unter Trainer Anson Dorrance und neben Mia Hamm, Tisha Venturini und Kristine Lilly. 1993 bestritt sie sechs Spiele für die US-amerikanische Frauen-A-Nationalmannschaft. Am 7. Juli 1993 erzielte sie das 1:0 beim 6:0-Sieg gegen Australien in Hamilton, Ontario.
Im Juli 1997 heiratete sie Claudio Reyna, zu der Zeit Mitglied der US-amerikanischen Männerfußballnationalmannschaft. Das Paar hat vier Kinder, eines starb 2012 an Krebs. Die Familie lebte lange in Bedford, New York, bis Claudio im November 2019 Sportdirektor beim FC Austin wurde. Ihr Sohn Giovanni ist ebenfalls Fußballspieler und spielt derzeit für Borussia Dortmund.
| Personendaten    | Personendaten                             |
| ---------------- | ----------------------------------------- |
| NAME             | Egan, Danielle                            |
| ALTERNATIVNAMEN  | Egan Reyna, Danielle (vollständiger Name) |
| KURZBESCHREIBUNG | US-amerikanische Fußballspielerin         |
| GEBURTSDATUM     | 28. August 1973                           |
| GEBURTSORT       | New York                                  |